# 裸頭軟首鱈
裸頭軟首鱈（学名：Macrosmia phalacra），為輻鰭魚綱鱈形目鼠尾鱈科的其中一種，分布於東印度洋Ninety East海脊海域，屬深海底棲性魚類，深度可達1660公尺，棲息在底中層水域，生活習性不明。